# Nauclea orientalis
Espèce
Nauclea orientalis est une espèce d'arbre de la famille Rubiaceae. Originaire d'Asie du Sud-Est, de Nouvelle-Guinée et d'Australie, l'arbre atteint une hauteur de 30 m et présente de grandes feuilles brillantes. Il porte des grappes sphériques de fleurs parfumées qui donnent des fruits de la taille d'une balle de golf : ces fruits sont comestibles mais amers. Le bois qui va du jaunâtre à l'orange est utilisé en charpente, en taille mais aussi en médecine traditionnelle.

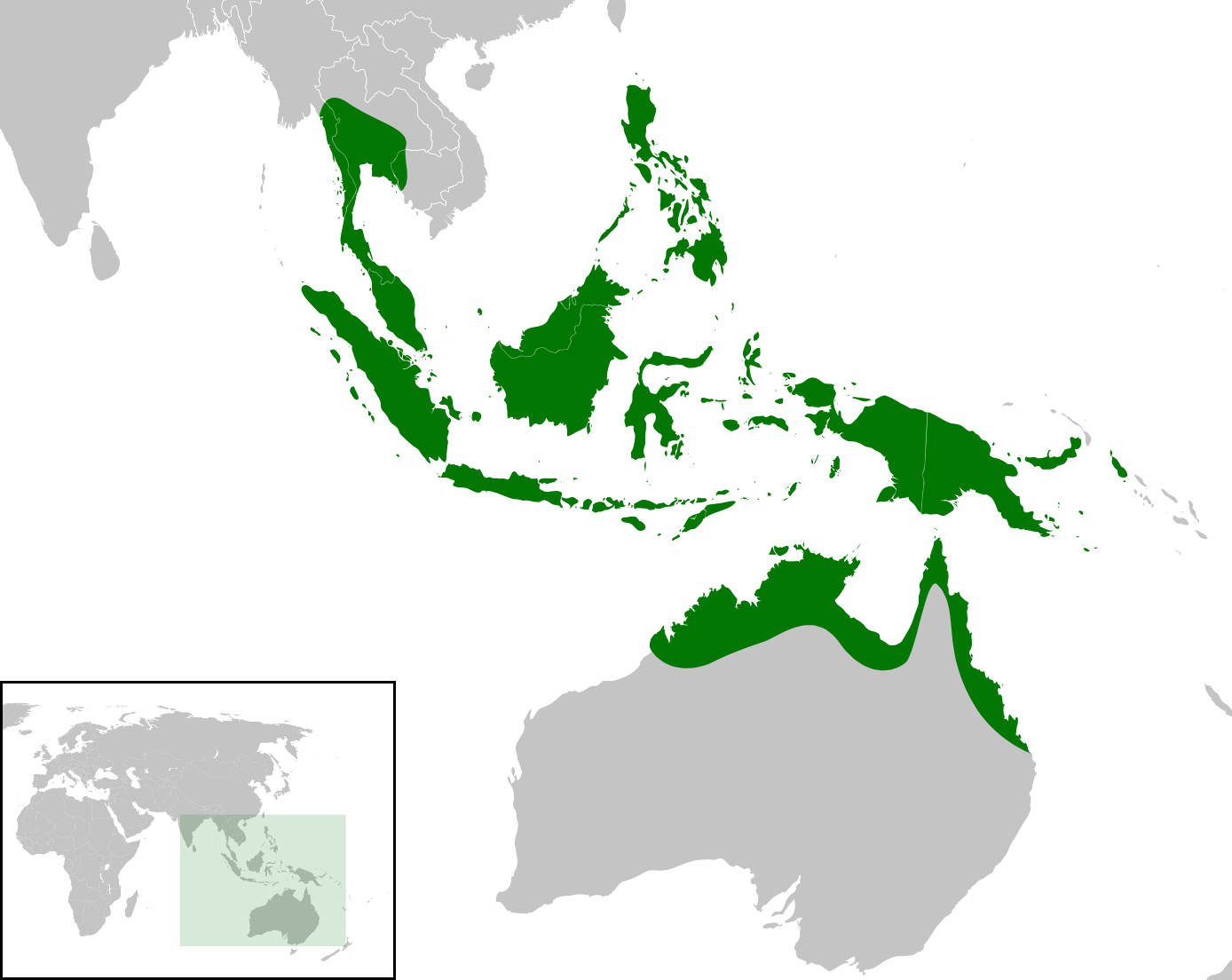
Territoires où est présent le Nauclea orientalis

## Liste des variétés
Selon Tropicos (29 janvier 2015) :
- Nauclea orientalis var. pubescens (Kurz) Craib